# Saint-Étienne-du-Valdonnez
Saint-Étienne-du-Valdonnez là một xã ở tỉnh Lozère trong vùng Occitanie, phía nam nước Pháp.